# Ivan Strinić
Ivan Strinić (Split, 17 de julho de 1987) é um ex-futebolista croata que atuava como lateral-esquerdo.

## Carreira
Ivan Strinić fez parte do elenco da Seleção Croata de Futebol da Eurocopa de 2016.